# Antitype jonis
Antitype jonis is een vlinder uit de familie uilen (Noctuidae). De wetenschappelijke naam is voor het eerst geldig gepubliceerd in 1865 door Lederer.
De soort komt voor in Europa.